# U-232 (tàu ngầm Đức)
U-232 là một tàu ngầm tấn công  Lớp Type VII thuộc phân lớp Type VIIC được Hải quân Đức Quốc Xã chế tạo trong Chiến tranh Thế giới thứ hai. Nhập biên chế năm 1942, nó chỉ thực hiện được một chuyến tuần tra duy nhất, không đánh chìm được mục tiêu nào, và ngay trong chuyến đi này đã bị một máy bay ném bom Vickers Wellington của Không quân Hoàng gia Anh đánh chìm trong Đại Tây Dương về phía Tây Bồ Đào Nha vào ngày 9 tháng 7, 1943.

## Thiết kế và chế tạo

### Thiết kế

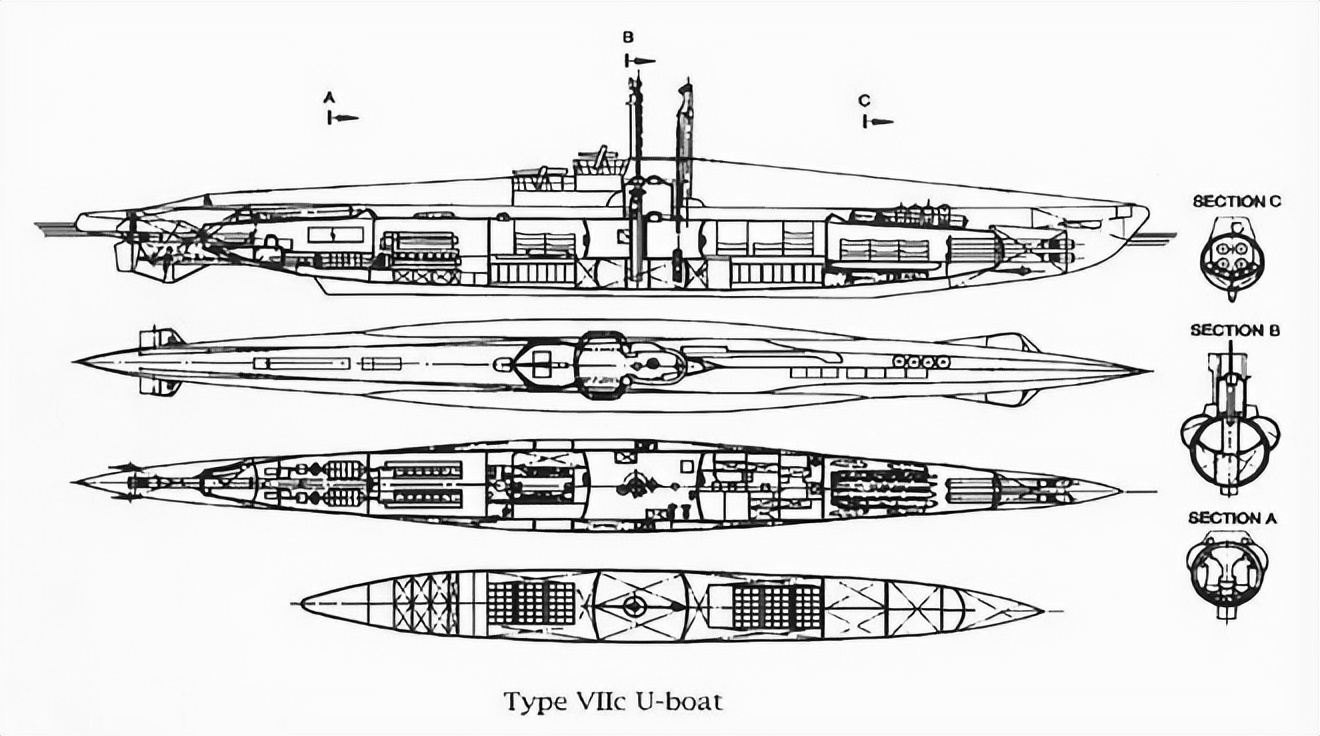
Sơ đồ các mặt cắt một tàu ngầm Type VIIC

Phân lớp VIIC của Tàu ngầm Type VII là một phiên bản VIIB được kéo dài thêm. Chúng có trọng lượng choán nước 769 t (757 tấn Anh) khi nổi và 871 t (857 tấn Anh) khi lặn). Con tàu có chiều dài chung 67,10 m (220 ft 2 in), lớp vỏ trong chịu áp lực dài 50,50 m (165 ft 8 in), mạn tàu rộng 6,20 m (20 ft 4 in), chiều cao 9,60 m (31 ft 6 in) và mớn nước 4,74 m (15 ft 7 in).
Chúng trang bị hai động cơ diesel Germaniawerft F46 siêu tăng áp 6-xy lanh 4 thì, tổng công suất 2.800–3.200 PS (2.100–2.400 kW; 2.800–3.200 bhp), dẫn động hai trục chân vịt đường kính 1,23 m (4,0 ft), cho phép đạt tốc độ tối đa 17,7 kn (32,8 km/h), và tầm hoạt động tối đa 8.500 nmi (15.700 km) khi đi tốc độ đường trường 10 kn (19 km/h). Khi đi ngầm dưới nước, chúng sử dụng hai động cơ/máy phát điện AEG GU 460/8–27 tổng công suất 750 PS (550 kW; 740 shp). Tốc độ tối đa khi lặn là 7,6 kn (14,1 km/h), và tầm hoạt động 80 nmi (150 km) ở tốc độ 4 kn (7,4 km/h). Con tàu có khả năng lặn sâu đến 230 m (750 ft).
Vũ khí trang bị có năm ống phóng ngư lôi 53,3 cm (21 in), bao gồm bốn ống trước mũi và một ống phía đuôi, và mang theo tổng cộng 14 quả ngư lôi, hoặc tối đa 22 quả thủy lôi TMA, hoặc 33 quả TMB. Tàu ngầm Type VIIC bố trí một hải pháo 8,8 cm SK C/35 cùng một pháo phòng không 2 cm (0,79 in) trên boong tàu. Thủy thủ đoàn bao gồm 4 sĩ quan và 40-56 thủy thủ.

### Chế tạo
U-232 được đặt hàng vào ngày 7 tháng 12, 1940, và được đặt lườn tại xưởng tàu của hãng Friedrich Krupp Germaniawerft tại Kiel vào ngày 17 tháng 1, 1942. Nó được hạ thủy vào ngày 15 tháng 10, 1942, và nhập biên chế cùng Hải quân Đức Quốc Xã vào ngày 28 tháng 11, 1942 dưới quyền chỉ huy của Hạm trưởng, Đại úy Hải quân Ernst Ziehm.

## Lịch sử hoạt động
U-232 khởi hành từ cảng Kiel vào ngày 8 tháng 5, 1943 cho chuyến tuần tra đầu tiên trong chiến tranh. Nó băng qua khe GIUK giữa quần đảo Faroe và Iceland để đi đến hoạt động tại khu vực giữa Bắc Đại Tây Dương. Khi kết thúc chuyến tuần tra và trên đường đi đến vịnh Biscay để cặp cảng Brest bên bờ biển Đại Tây Dương của Pháp, vào ngày 9 tháng 7, U-232 bị một máy bay ném bom Vickers Wellington thuộc Liên Đội 179 Không quân Hoàng gia Anh phát hiện và thả mìn sâu tấn công. Chiếc tàu ngầm đắm ở vị trí về phía Tây Bắc Lisbon, Bồ Đào Nha, tại tọa độ 39°48′B 14°22′T / 39,8°B 14,367°T; toàn bộ 46 thành viên thủy thủ đoàn của U-232 đều tử trận.

### "Bầy sói" tham gia
U-232 từng tham gia ba bầy sói:
- Trutz (1 – 16 tháng 6, 1943)
- Trutz 2 (16 – 29 tháng 6, 1943)
- Geier 3 (30 tháng 6 – 8 tháng 7, 1943)